# SN Brussels Airlines
A SN Brussels Airlines foi a principal companhia aérea belga, fundada em 2002 como sucessora da companhia aérea Sabena, falida em 2001. Operava voos diários a partir do aeroporto de Bruxelas para destinos na Europa, África e Médio Oriente. 
Em Novembro de 2006, a empresa entrou num processo de fusão com a segunda maior companhia aérea belga de voos regulares, a Virgin Express, processo que foi concluído em Março de 2007, altura em que as duas actuais companhias passaram a ser uma companhia única a voar com o nome Brussels Airlines.

## Frota

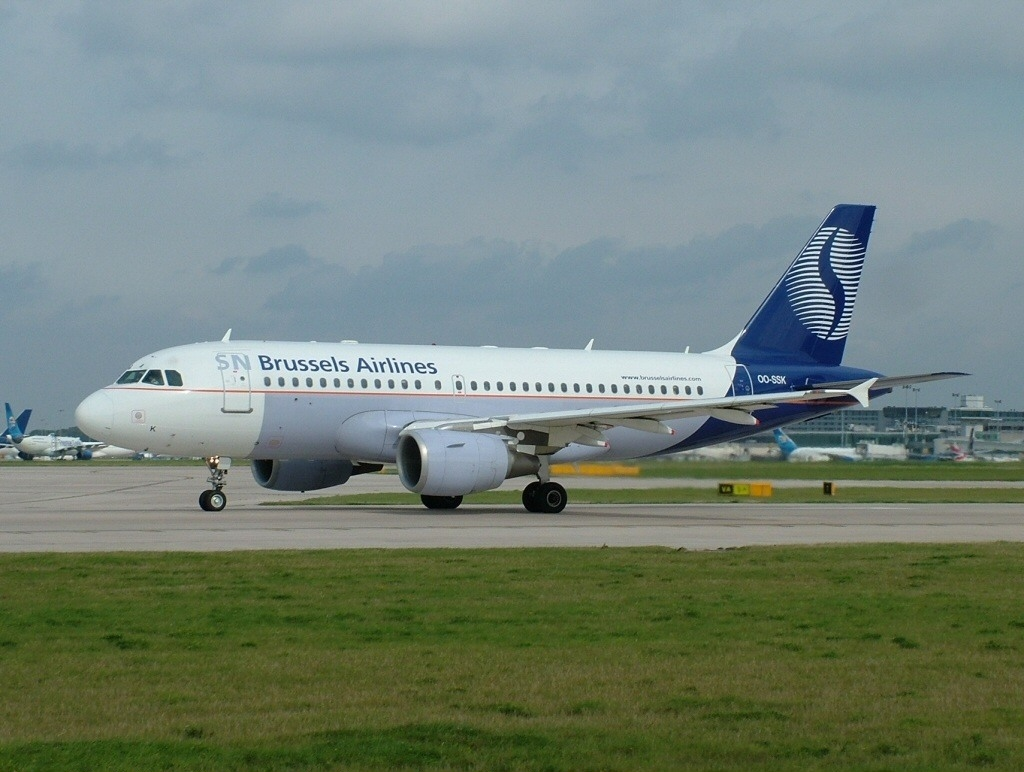
Airbus A319 da SN Brussels Airlines.

- 3 Airbus A319-100
- 3 Airbus A330-300
- 14 Avro RJ85
- 12 Avro RJ100
- 6 BAe 146–200